# 林宜瑾
林宜瑾（1969年8月25日—），中華民國政治人物，民主進步黨新潮流系成員，臺南市人，現任立法委員，曾任臺南市議會議員、臺南縣議會議員、民進黨中央常務委員、野百合學運校際代表。

## 經歷
林宜瑾曾任臺北市議員李逸洋助理、立法委員洪奇昌國會助理、立法委員蘇煥智國會助理、立法委員鄭國忠競選總部總幹事、蘇煥智縣長競選總部副總幹事、賴清德國民大會代表服務處主任、核四公投促進會活動部主任、陳水扁總統全國造勢晚會主持人、臺南縣體育會慢速壘球委員會主任委員、臺南市教育產業工會及臺南市教師會顧問、臺灣勞工陣線專職職員、野百合學運東吳大學校際代表。
林宜瑾是民主進步黨大型選舉造勢場合的主持人，每當總統選舉、立委選舉或縣市長選舉，必會看到她登台主持的身影，在民進黨內，林宜瑾更因主持風格強烈有高雄市市長陳菊的影子，而有「小花媽」之稱。
2011年3月10日，林宜瑾原投入臺南市第五選舉區立法委員黨內初選，後在黨主席蔡英文、中常委陳明文及臺南市市長賴清德的大陣仗陪同下宣布退選，以為維護黨內和諧，並留守市議會協助賴市長推動市政，最終將立委初選機會讓給李俊毅、王定宇。
2015年3月15日，林宜瑾投入臺南市第二選舉區立法委員黨內初選，數名黨籍市議員及上百民眾到場支持，但依然敗給黃偉哲，以14.28%的支持落選。
2017年2月民進黨在基層農會選舉慘敗以後，林宜瑾在民進黨中常會上向總統兼黨主席蔡英文指控，黨內高層任意放話，將敗選責任推給與她同屬新潮流系的臺南市市長賴清德、高雄市市長陳菊等人「太卑劣」。
2020年立法委員選舉，在臺南市第四選舉區以接近六成得票率，首度參選便順利當選。
2023年競選連任期間，《菱傳媒》聲稱林宜瑾自2020年起與一名國中教師外遇，導致該名教師與妻子離婚並放棄3名子女的撫養權。林宜瑾和該名教師均否認有關報道；林宜瑾之後又稱之為對手，中國國民黨候選人李全教的抹黑手段，並控告其妨害名譽。
2024年8月21日，於立法院的國會辦公室，遭檢調人員搜索，疑偵辦詐領助理費案，大約在10時50分搜索結束，檢調人員帶走一箱證物，但相關人員均未說明緣由及案情。後經媒體報導，林係於議員任內以人頭助理及回捐方式詐領助理費約200萬元。

## 立法委員時期

### 第十屆立法委員

#### 新灣橋改建工程
連通台南永康、新化的新灣橋是45年老橋，橋梁老舊且寬度不足，經台南市長黃偉哲與市府團隊爭取、在地立委林宜瑾也協助向中央溝通，大家努力爭取到補助改建。改建後橋淨寬15公尺，橋梁段長233公尺，計畫總長度約515公尺，改建工程於2023年5月22日動工。

#### 推動租金補貼追溯自申請日
2022年，行政院提出300億元中央擴大租金補貼專案，林宜瑾要求行政院要讓租屋族敢申請補貼，並且補貼應從提出申請日開始計算，不至於讓行政流程影響民眾權益。
林宜瑾也提醒，申請租金補貼為例，常發生房東阻撓，威脅不續約者有之，直接不給書面租賃契約者亦有之。政府應承擔起責任，建立更加公開透明的租屋市場。

#### 提出數位新聞發展與民主韌性法草案
民進黨立委林宜瑾蒐集各界意見，提出數位新聞發展與民主韌性法草案，明定媒體議價協商規定，也規定大型數位平台應提撥一定比例營收成立基金，助新聞品質提升、改善新聞工作者勞動條件。

#### 口袋國會評鑑獲五星評價
在國會評鑑組織口袋國會的第10屆第6會期評選結果中，民進黨立法委員林宜瑾獲得本次最高的5顆星評價，也是唯一獲得此評價的區域立委。

## 涉嫌詐領助理費
2024年8月21日，台南地檢署接到檢舉林宜瑾涉嫌詐領助理費，隨後持法院搜索票前往國會辦公室及立委服務處執行搜索，同時林的委任律師也陪同到南檢製作筆錄。隔日檢察官要求林以100萬交保並限制出境，而其辦公室主任則被法官裁定羈押禁見。

## 選舉紀錄
| 年度 | 選舉屆數               | 選舉區           | 所屬政黨   | 得票數  | 得票率 | 當選標記   | 備註 |
| ---- | ---------------------- | ---------------- | ---------- | ------- | ------ | ---------- | ---- |
| 1998 | 第十四屆臺南縣議員選舉 | 臺南縣第十選舉區 | 民主進步黨 | 4,652   | 6.37%  |            |      |
| 2002 | 第十五屆臺南縣議員選舉 | 臺南縣第十選舉區 | 民主進步黨 | 3,848   | 4.90%  |            |      |
| 2005 | 第十六屆臺南縣議員選舉 | 臺南縣第十選舉區 | 民主進步黨 | 9,512   | 9.33%  |            |      |
| 2010 | 第一屆臺南市議員選舉   | 臺南市第九選舉區 | 民主進步黨 | 12,697  | 9.85%  |            |      |
| 2014 | 第二屆臺南市議員選舉   | 臺南市第九選舉區 | 民主進步黨 | 16,659  | 13.07% |            |      |
| 2018 | 第三屆臺南市議員選舉   | 臺南市第七選舉區 | 民主進步黨 | 10,249  | 9.34%  | 選舉區重劃 |      |
| 2020 | 第十屆立法委員選舉     | 臺南市第四選舉區 | 民主進步黨 | 113,046 | 59.11% |            |      |
| 2024 | 第十一屆立法委員選舉   | 臺南市第四選舉區 | 民主進步黨 | 104,688 | 57.48% |            |      |

## 外部連結
- 林宜瑾的Facebook專頁
- 林宜瑾的Facebook專頁
- YouTube上的林宜瑾頻道
- YouTube上的林宜瑾國會辦公室頻道
- 臺南市議會議員簡介 （页面存档备份，存于）